# Sclerolobium setiferum
Sclerolobium setiferum är en ärtväxtart som beskrevs av Adolpho Ducke. Sclerolobium setiferum ingår i släktet Sclerolobium och familjen ärtväxter. Inga underarter finns listade i Catalogue of Life.